# Medal Pamiątkowy Południowy
Medal Pamiątkowy Południowy (węg. Délvidéki Emlékérem) – odznaczenie wojskowe o charakterze pamiątkowym z czasów regencji Królestwa Węgier, ustanowione 4 września 1941.
Przyznawane było żołnierzom i żandarmom węgierskim za atak na Królestwo Jugosławii rozpoczęty 11 kwietnia 1941, a także udział w zajmowaniu, okupacji oraz przyłączaniu do Węgier ziem Baczka, Baranja, Prekmurje i Međimurje.
Patronem medalu, którego wizerunek znalazł się na awersie, był XV-wieczny węgierski regent i bohater walk z Imperium Osmańskim wojewoda Jan Hunyady.
Jego wizerunek w postaci rycerza na koniu znajdował się na awersie, z węgierskim napisem pomiędzy ramieniem jeźdźca a grzbietem wierzchowca „HUNYADI JÁNOS”, a wokoło „PAMIĘCI ODZYSKANIA WĘGIERSKIEGO POŁUDNIA” (MAGYAR DÉLVIDÉK VISSZAFOGLALÁSA EMLÉKÉRE).
Na rewersie znajdowały się trzy tarcze herbowe: centralnie u góry ukoronowany Koroną św. Stefana Herb Węgier, a poniżej z lewej Korwin rodu Hunyady z hełmem heraldycznym, a z prawej ukoronowany koroną heraldyczną herb rodziny Horthów – na niebieskim polu prawe ramię w zbroi skierowane w prawo i trzymające trzy kłosy zboża w gołej dłoni, u podstawy tarczy potrójny zielony pagórek. Wokoło, poniżej krawędzi wygrawerowano inskrypcję „NA XXII-LECIE REGENCJI MIKOŁAJA HORTHY DE NAGYBÁNYAI” (VITÉZ NAGYBÁNYAI HORTHY MIKLÓS KORMÁNYZÓSÁGÁNAK XXII. ÉVÉBEN 1941).
Medal miał średnicę 36 mm, wykonany był z brązu i mocowany do składanej w trójkąt wstążki z mory o barwie żółto-niebieskiej. Wstążka miała 40 mm szerokości; przypinano ją do lewej piersi wraz z innymi odznaczeniami.

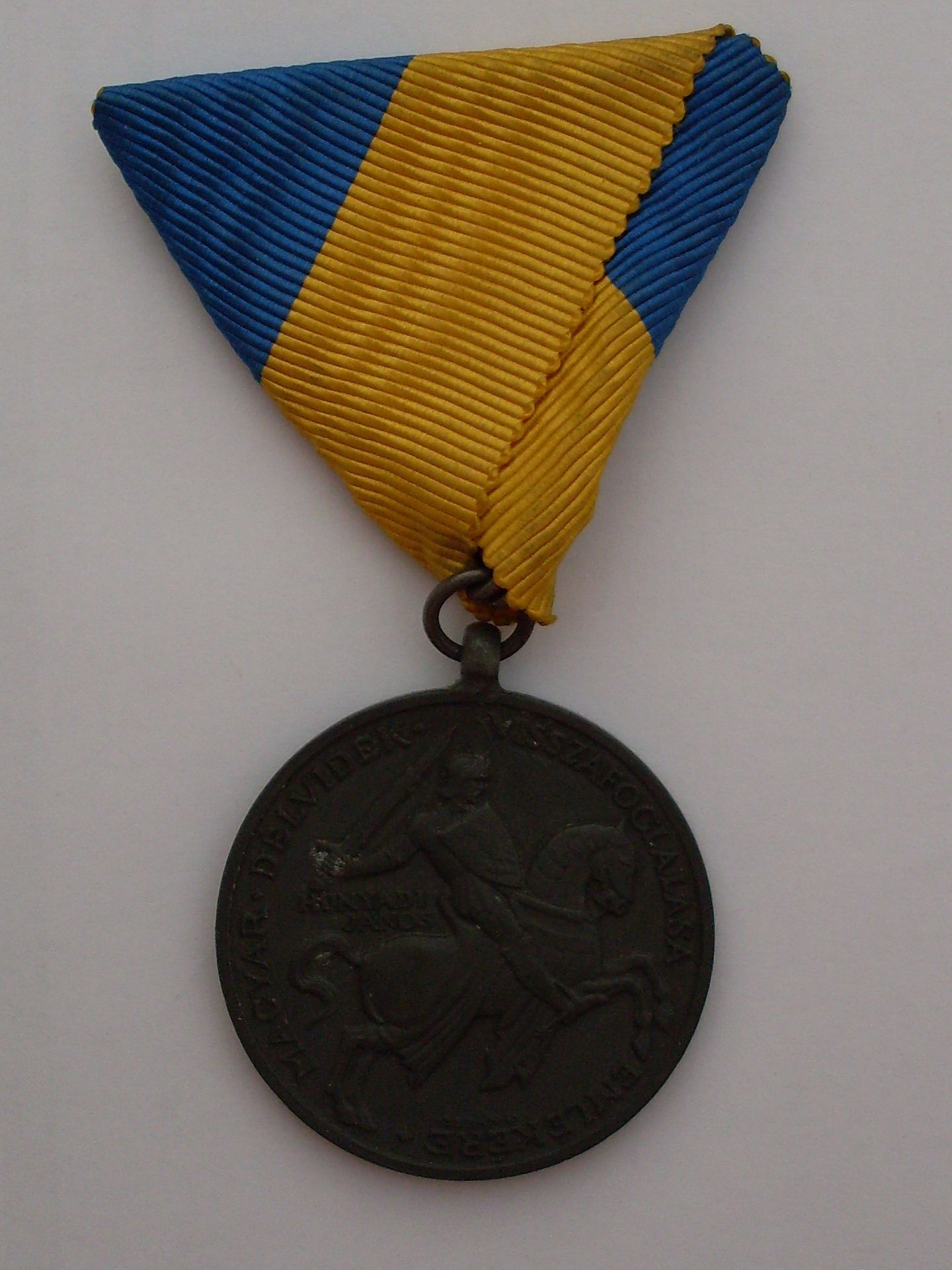
Awers
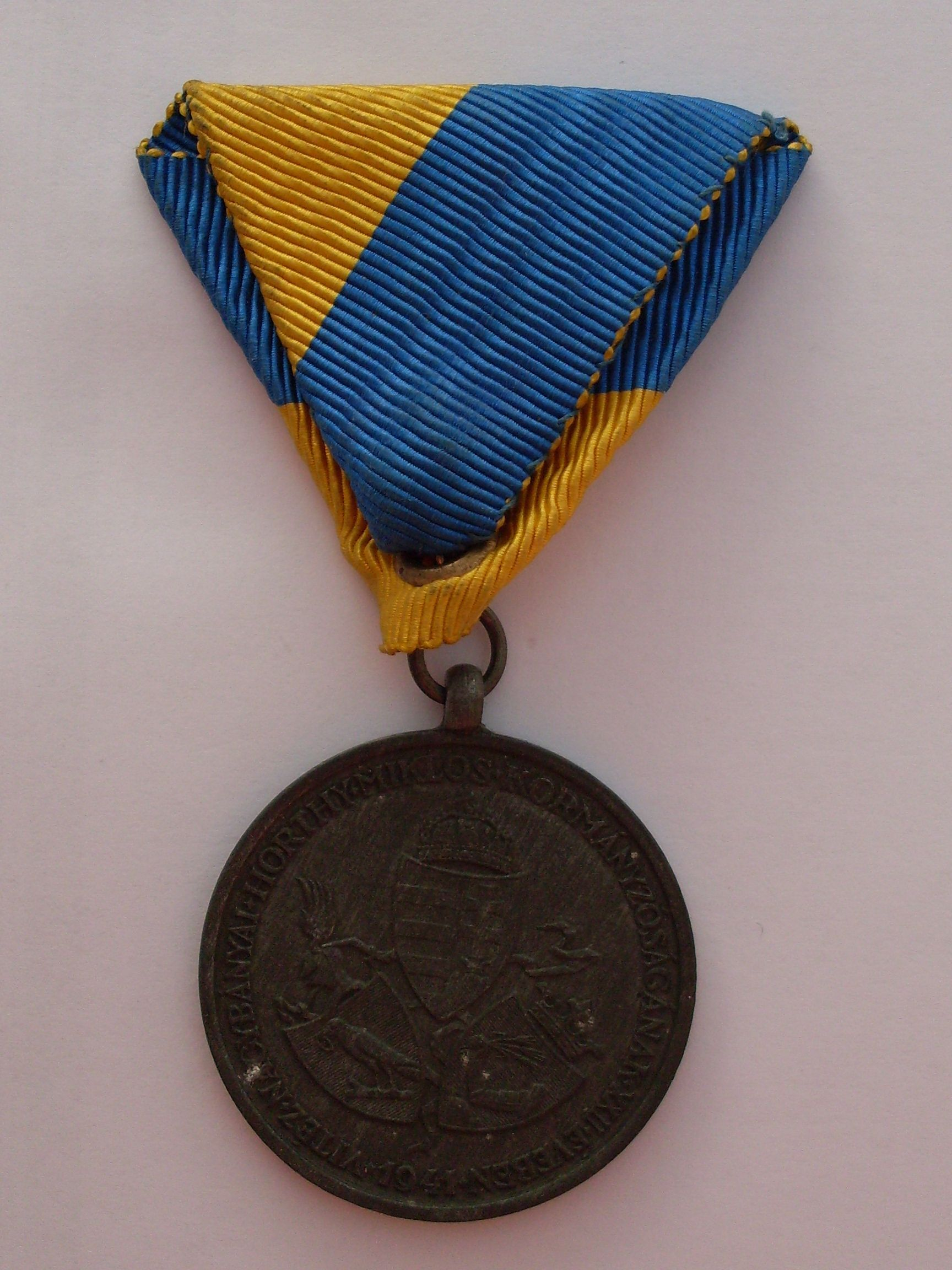
Rewers